# Michael Fakuade
Michael Olanyika Fakuade (Chicago, 18 febbraio 1989) è un cestista statunitense con cittadinanza nigeriana, professionista in Europa.

## Palmarès
- Liga LEB Oro: 1

Palencia: 2015-2016
- Copa Princesa de Asturias: 1

Palencia: 2016
- Basketball Africa League: 2

Zamalek: 2021
Al-Ahly: 2023